# HC Gorssel/Epse
De Hockeyclub Gorssel/Epse, kortweg HCGE, is een hockeyclub uit Epse. HCGE is gehuisvest op sportcomplex  ‘t Hassink, waar ook de voetbalvereniging SV Epse is gevestigd.
In april 2013 werd de vereniging opgericht als ondervereniging van de omnisportvereniging SV Epse. Met ingang van het seizoen 2017/18 werd de hockeyclub een zelfstandige vereniging geworden met de naam Hockeyclub Gorssel/Epse (HCGE).
De oprichters uit Gorssel en Epse wilden de hockeyclub toegankelijk maken voor de bewoners uit de dorpen Gorssel, Eefde, Epse, Joppe, Harfsen. Wie voordien wilde hockeyen was aangewezen op de hockeyverenigingen DHV in Deventer, MHC in Zutphen, of LHC in Lochem.